# Championnats d'Europe de tennis de table 1962
Navigation
Édition précédente Édition suivante
Les championnats d'Europe de tennis de table 1962, troisième édition des championnats d'Europe de tennis de table, ont lieu du 31 mars au 7 avril 1962 à Berlin-Ouest, en Allemagne de l'Ouest.
Le titre en simple messieurs est remporté par le suédois Hans Alsér, et en simple dame par l'allemande d'origine hongroise Agnes Simon.

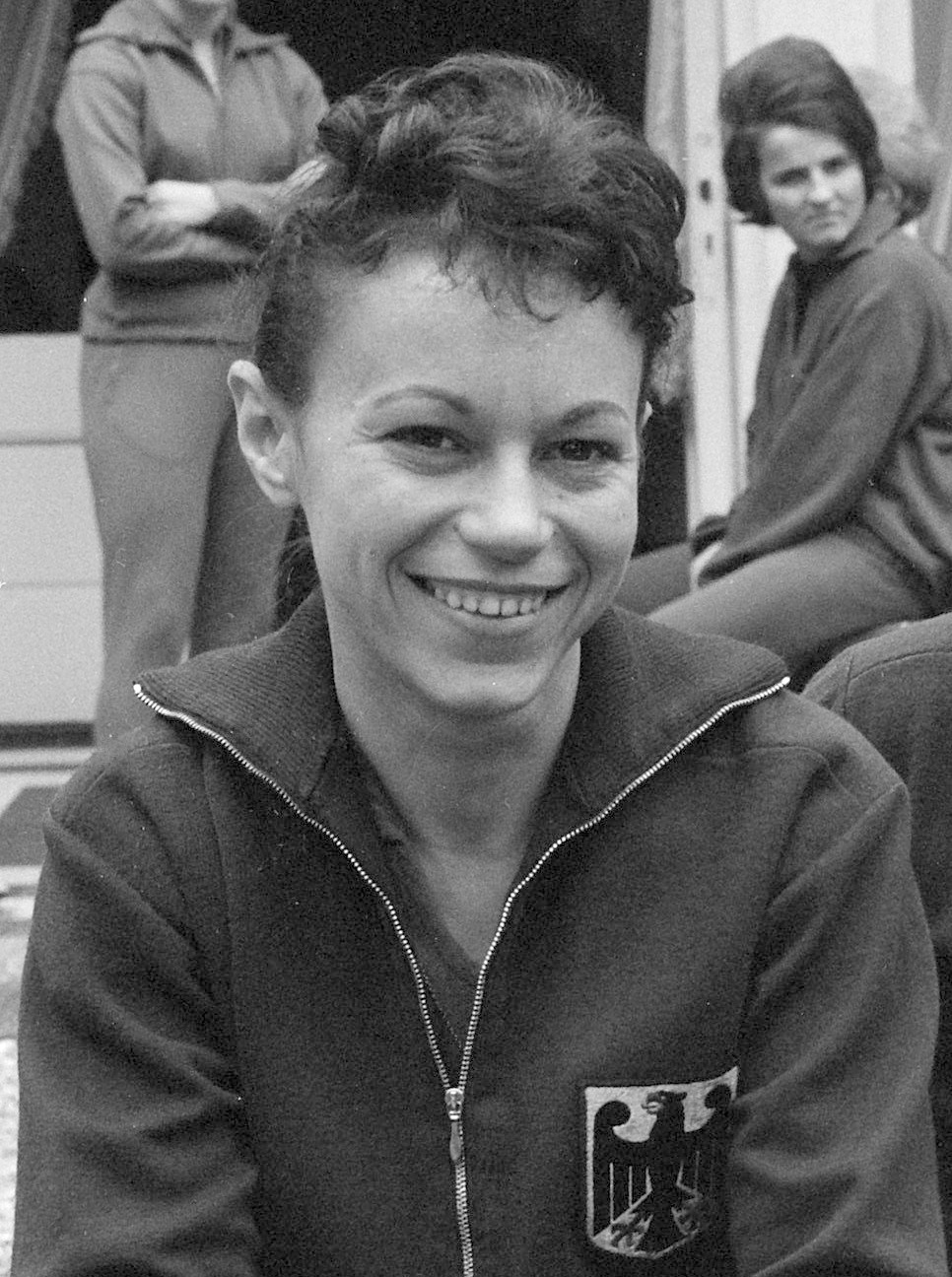
Agnes Simon en 1962.